# 警察公眾聯絡組
警察公眾聯絡組（英文：Police Public Engagement Office，縮寫：PPEO），於2012年10月成立，隸屬於香港警務處行動處行動部重大事故科，負責主動聯絡大型及跨區的公眾活動的主辦者及持份者，加強雙方溝通，並且徵詢專家或者學者，就處理公眾活動的警察事務提供意見，以及在大型及跨區的公眾活動中協助及支援警民關係組，以促進公眾活動得以維持秩序及安全地進行。

## 組織
警察公眾聯絡組由一名總督察出任主管，下設3名高級督察或者督察、12名警長和4名警員。

### 歷任主管
- 廖珈奇總督察
- 鍾雄業總督察（？至今）

## 歷史
過往，聯絡公眾活動組織者的工作乃由各警區警民關係組負責，同時與所屬警區內各持份者，包括區議會、地區團體、撲滅罪行委員會及學校等等保持緊密聯繫，以確保公眾活動得以和平、有秩序及安全地進行。基於在香港舉辦的公眾活動數目不斷增加，而且情況日趨複雜，參與者不僅來自地區組織，亦來自社區網絡以外界別，因此警務處於2012年10月成立警察公眾聯絡組，以加強警察與公眾活動組織者之溝通，主動聯絡大型及跨區公眾活動的主辦者及持份者，確保公眾活動得以維持秩序及安全地進行。

## 相關參見
- 警察公共關係科
- 警民關係組